# 上諾克山
47°46′57″N 14°19′23″E / 47.78250°N 14.32306°E

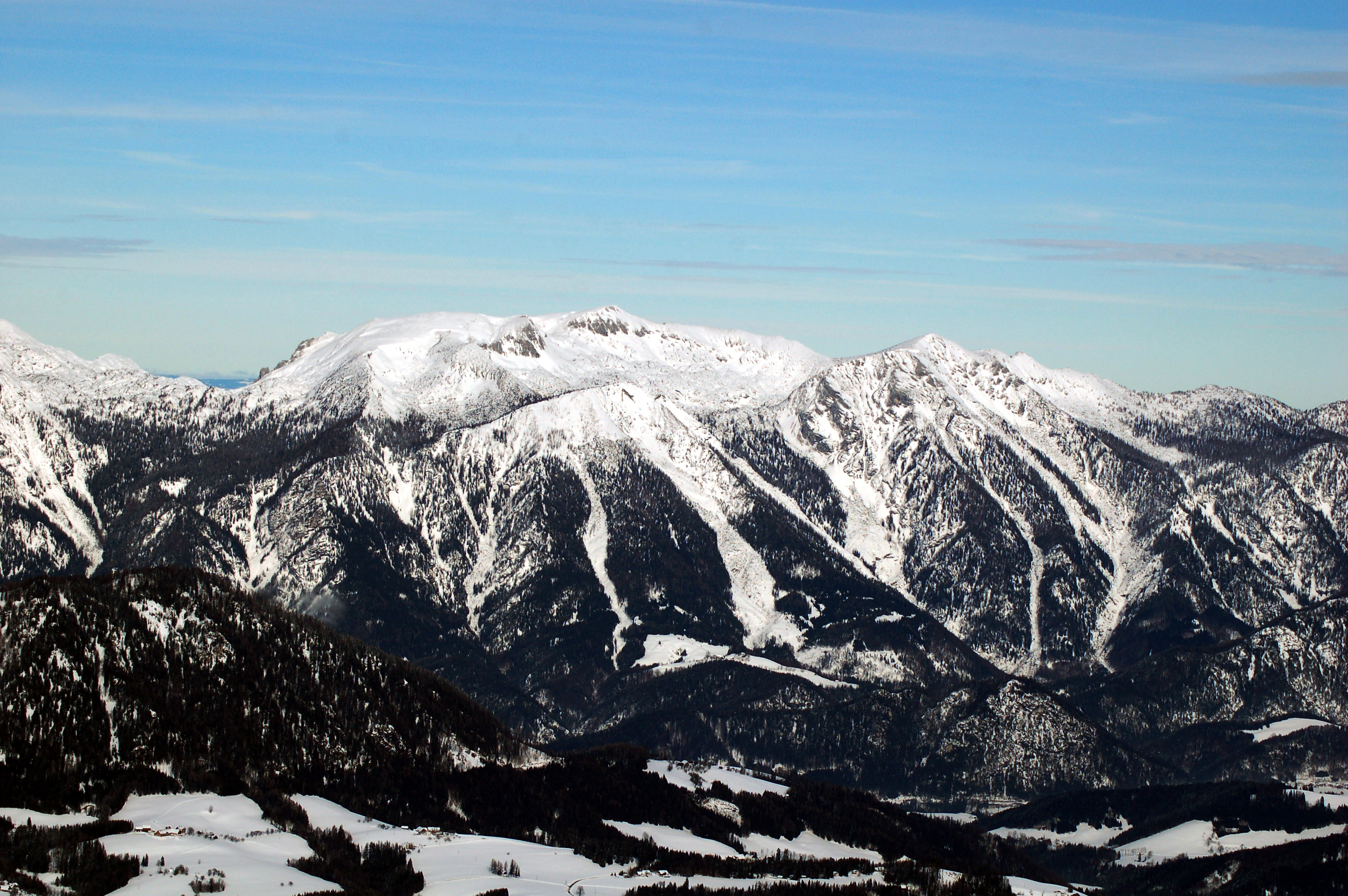

上諾克山（德語：Hoher Nock），是奧地利的山峰，位於該國北部，由上奧地利州負責管轄，屬於上奧地利前阿爾卑斯山脈的一部分，海拔高度1,963米，每年平均降雨量1,578毫米。